# Harold Humby
Harold Robinson "Harry" Humby (St. Pancras, Londres, 8 d'abril de 1879 – Muswell Hill, Londres, 23 de febrer de 1923) va ser un tirador britànic que va competir a començaments del segle xx.
El 1908 va prendre part en els Jocs Olímpics de Londres, on disputà tres proves del programa de tir. Guanyà la medalla l'or en la prova de carrabina per equips i la de plata en carrabina, blanc fix. En la prova de  carrabina, blanc cec fou vuitè.
Quatre anys més tard, als Jocs d'Estocolm, disputà dues proves del programa de tir. Guanyà la medalla de plata en Fossa olímpica per equips i fou quart en la prova individual.
El 1920, un cop finalitzada la Primera Guerra Mundial, disputà els seus tercers i darrers Jocs Olímpics. Fou quart en la prova de la fossa olímpica per equips